# Центральный Залив
Центра́льный Зали́в (лат. Sinus Medii) — лунное море в центральной части видимого диска Луны.
Селенографические координаты 1°38′ с. ш. 1°02′ в. д. / 1,63° с. ш. 1,03° в. д., диаметр образования около 287 км. Залив находится на пересечении лунного экватора и нулевого меридиана, что и отражено в его названии.